# Serie A 1971-1972 (pallavolo femminile)
La Serie A femminile FIPAV 1971-72 fu la 27ª edizione del principale torneo pallavolistico italiano femminile organizzato dalla FIPAV.
Il titolo fu conquistato dalla Fini Modena; la Pallavolo CS Firenze scontò un punto di penalizzazione per la rinuncia alla partita di Gorizia contro l'Agi.

## Classifica
| Pos. | Squadra               | Pt | G  | V  | P  | SV | SP |
| ---- | --------------------- | -- | -- | -- | -- | -- | -- |
| 1.   | Fini Modena           | 36 | 18 | 18 | 0  | 54 | 10 |
| 2.   | Bartoli Reggio Emilia | 30 | 18 | 15 | 3  | 48 | 20 |
| 3.   | CUS Parma             | 28 | 18 | 14 | 4  | 46 | 17 |
| 4.   | Casagrande Sacile     | 24 | 18 | 12 | 6  | 42 | 24 |
| 5.   | CCS Cogne             | 20 | 18 | 10 | 8  | 36 | 28 |
| 6.   | Confit Reggio Emilia  | 16 | 18 | 8  | 10 | 27 | 36 |
| 7.   | Presolana Bergamo     | 14 | 18 | 7  | 11 | 25 | 40 |
| 8.   | Coma Modena           | 6  | 18 | 3  | 15 | 19 | 47 |
| 9.   | Agi Gorizia           | 4  | 18 | 2  | 16 | 18 | 50 |
| 10.  | Pallavolo CS Firenze  | 1  | 18 | 1  | 17 | 10 | 53 |

| Campione d'Italia | Retrocesse in Serie B |

## Risultati

### Tabellone
|                        | Bergamo | Cogne | Firenze | Gorizia | Modena Coma | Modena Fini | Parma | Reggio Emilia Arbor | Reggio Emilia La Torre | Sacile |
| ---------------------- | ------- | ----- | ------- | ------- | ----------- | ----------- | ----- | ------------------- | ---------------------- | ------ |
| Bergamo                | XXX     | 1-3   | 3-0     | 3-2     | 3-1         | 0-3         | 0-3   | 3-0                 | 0-3                    | 0-3    |
| Cogne                  | 3-0     | XXX   | 3-0     | 3-0     | 3-0         | 1-3         | 1-3   | 3-0                 | 0-3                    | 3-1    |
| Firenze                | 2-3     | 0-3   | XXX     | 3-2     | 2-3         | 0-3         | 0-3   | 1-3                 | 0-3                    | 0-3    |
| Gorizia                | 0-3     | 0-3   | 3-0     | XXX     | 3-2         | 1-3         | 1-3   | 1-3                 | 2-3                    | 0-3    |
| Modena Coma            | 2-3     | 1-3   | 3-0     | 3-0     | XXX         | 0-3         | 1-3   | 0-3                 | 0-3                    | 2-3    |
| Modena Fini            | 3-0     | 3-0   | 3-1     | 3-0     | 3-0         | XXX         | 3-0   | 3-0                 | 3-2                    | 3-1    |
| Parma                  | 3-0     | 3-1   | 3-0     | 3-0     | 3-0         | 0-3         | XXX   | 3-0                 | 3-0                    | 3-0    |
| Reggio Emilia Arbor    | 3-2     | 3-1   | 1-3     | 3-0     | 3-1         | 1-3         | 1-3   | XXX                 | 0-3                    | 0-3    |
| Reggio Emilia La Torre | 3-1     | 3-2   | 3-1     | 3-0     | 3-0         | 1-3         | 3-2   | 3-1                 | XXX                    | 3-1    |
| Sacile                 | 3-0     | 3-0   | 3-0     | 3-2     | 3-0         | 2-3         | 3-2   | 3-0                 | 1-3                    | XXX    |

## Fonti
- Filippo Grassia e Claudio Palmigiano (a cura di). Almanacco illustrato del volley 1987. Modena, Panini, 1986.
- LegaVolley.it.